# Lijst van voetbalinterlands Cuba - Saint Kitts en Nevis
Deze lijst van voetbalinterlands is een overzicht van alle officiële voetbalwedstrijden tussen de nationale teams van Cuba en Saint Kitts en Nevis. De landen speelden tot op heden vier keer tegen elkaar. De eerste ontmoeting,  een groepswedstrijd tijdens de Caribbean Cup 1999, vond plaats op 8 juni 1999 in Port of Spain (Trinidad en Tobago). Het laatste duel, een wedstrijd tijdens de CONCACAF Nations League 2024/25, werd gespeeld op 18 november 2024 in Santiago de Cuba.

## Wedstrijden
| № | Plaats           | Datum            | Competitie                      | Wedstrijd                   | Uitslag |
| - | ---------------- | ---------------- | ------------------------------- | --------------------------- | ------- |
| 1 | Port of Spain    | 8 juni 1999      | Caribbean Cup 1999              | Cuba – Saint Kitts en Nevis | 2 – 0   |
| 2 | Tunapuna         | 18 mei 2001      | Caribbean Cup 2001              | Saint Kitts en Nevis − Cuba | 1 − 1   |
| 3 | Basseterre       | 14 november 2024 | CONCACAF Nations League 2024/25 | Saint Kitts en Nevis − Cuba | 2 − 1   |
| 4 | Santiago de Cuba | 18 november 2024 | CONCACAF Nations League 2024/25 | Cuba − Saint Kitts en Nevis | 4 − 0   |

## Samenvatting
| Competitie              | Totaal gespeeld | Winst Cuba | Gelijk | Winst St. Kitts-Nev. | Doelsaldo Cuba – St. Kitts-Nev. |
| ----------------------- | --------------- | ---------- | ------ | -------------------- | ------------------------------- |
| CONCACAF Nations League | 2               | 1          | 0      | 1                    | 5 − 2                           |
| Caribbean Cup           | 2               | 1          | 1      | 0                    | 3 − 1                           |
| Totaal                  | 4               | 2          | 1      | 1                    | 8 − 3                           |

Wedstrijden bepaald door strafschoppen worden, in lijn met de FIFA, als een gelijkspel gerekend.
AFC · A-internationals · Bondscoaches · Cubaans vrouwenelftal · Cuba U21 · Cuba U20 · Cuba U19 · Cuba U18 · Cuba U17
1920 – 1949 ·
1950 – 1969 ·
1970 – 1979 ·
1980 – 1989 ·
1990 – 1999 ·
2000 – 2009 ·
2010 – 2019 ·
2020 − 2029
WK 1938
OS 1976 ·
OS 1980
Albanië ·
Algerije ·
Angola ·
Antigua en Barbuda ·
Aruba ·
Bahama's ·
Barbados ·
Belize ·
Bermuda ·
Bolivia ·
Britse Maagdeneilanden ·
Bulgarije ·
Canada ·
Chili ·
China ·
Colombia ·
Costa Rica ·
Curaçao ·
DDR ·
Dominica ·
Dominicaanse Republiek ·
Ecuador ·
El Salvador ·
Ghana ·
Grenada ·
Guatemala ·
Guyana ·
Haïti ·
Honduras ·
Indonesië ·
Jamaica ·
Kaaimaneilanden ·
Kameroen ·
Mexico ·
Nicaragua ·
Nederlandse Antillen ·
Panama ·
Puerto Rico ·
Roemenië ·
Saint Kitts en Nevis ·
Saint Lucia ·
Saint Vincent en de Grenadines ·
Suriname ·
Trinidad en Tobago ·
Turks en Caicoseilanden ·
Uruguay ·
Venezuela ·
Verenigde Staten ·
Zuid-Korea ·
Zweden
SKNFA · A-internationals · Vrouwenelftal van Saint Kitts en Nevis
1979 – 1989 · 
1990 – 1999 · 
2000 – 2009 · 
2010 – 2019 ·
2020 − 2029
Amerikaanse Maagdeneilanden ·
Andorra ·
Anguilla ·
Antigua en Barbuda ·
Armenië ·
Aruba ·
Bahama's ·
Barbados ·
Belize ·
Bermuda ·
Britse Maagdeneilanden ·
Canada ·
Costa Rica ·
Cuba ·
Curaçao ·
Dominica ·
Dominicaanse Republiek ·
El Salvador ·
Estland ·
Georgië ·
Grenada ·
Guyana ·
Haïti ·
India ·
Jamaica ·
Kaaimaneilanden ·
Mauritius ·
Mexico ·
Montserrat ·
Nicaragua ·
Noord-Ierland ·
Puerto Rico ·
Saint Lucia ·
Saint Vincent en de Grenadines ·
San Marino ·
Suriname ·
Taiwan ·
Trinidad en Tobago ·
Turks- en Caicoseilanden ·
Verenigde Staten